# Хаген, Олав
Олав Хаген (норв. Olav Hagen; 28 ноября 1921 года, Вингром — 21 августа 2013 года) — норвежский лыжник, призёр Олимпийских игр 1948 года.

## Карьера
На Олимпийских играх 1948 года в Санкт-Морице, завоевал бронзовую медаль эстафете, в которой он бежал последний этап, начав его на 3-й позиции, он сохранил её до финиша гонки, проиграв в итоге ставшим 2-ми финнам более 3-х минут, в то же время почти 3 минуты выиграв у занявших 4-е место австрийцев. Так же был 9-м в гонке на 18 км. В гонке на 50 км участия не принимал.